# File 770
File 770 es un fanzine y newszine de ciencia ficción editado y publicado por Mike Glyer activo desde 1978. Su nombre deriva de la legendaria fiesta que se realizó en la sala 770 del Nolacon, la 9.º Convención mundial de ciencia ficción en Nueva Orleans, y que duró cerca de dos días, desplazando a todos los otros eventos del Worldcon 1951. Glyer comenzó la revista como una newszine en 1978 para informar sobre las agrupaciones de fanes, convenciones, proyectos fandom, fanzines y premios de ciencia ficción, además de la publicación de artículos polémicos.
La revista ha recibido varios reconocimientos, entre ellos el Premio Hugo al mejor fanzine en 1984, 1985, 1989, 2000, 2001 y 2008. Además, ha sido frecuentemente nominado en la misma categoría en 1980, 1981, 1982, 1983, 1987, 1988, 1990, 1991, 1992, 1993, 1994, 1995, 1997, 1998, 1999, 2002, 2003, 2004, 2005, 2006, 2009, 2010 y 2012, además de los años en los que fue el ganador.
File 770 aún mantiene su formato en papel que aparece varias veces al año, aunque la mayor parte del contenido también está disponible a través de una edición electrónica —o eFanzines— y también en la Blogosfera.